# Tebaldello Zambrasi
Tebaldello Zambrasi (Faenza, 1230-1240 circa – Forlì, 1282) è stato un nobile italiano.
Appartenente ad una famiglia ghibellina, il 13 novembre del 1280 tradì la sua città spalancandone le porte di notte ai bolognesi della famiglia dei Geremei, pare per vendicarsi di un'offesa ricevuta dai ghibellini Lambertazzi (anch'essi bolognesi), che si erano rifugiati proprio a Faenza dopo essere stati messi al bando nella propria città.
Morì nel 1282 attaccando Forlì nella battaglia dove i ghibellini capitanati da Guido da Montefeltro riuscirono a battere le truppe francesi inviate dal papa per conquistare una delle ultime enclave ghibelline in Italia.
Dante Alighieri lo collocò nel nono cerchio dell'Inferno, nell'Antenora, tra i traditori della patria (Inf. XXXII 122) citandolo come colui che "aprì Faenza quando si dormia".